# 岡本吉起
岡本 吉起（おかもと よしき、1961年6月10日 - ）は、ゲームプロデューサー。OKAKICHI SDN. BHD.取締役、株式会社オカキチ ゲームプロデューサー、株式会社でらゲー ゲームプロデューサー、株式会社ケイブ取締役、公益財団法人日本ゲーム文化振興財団理事長。YouTuber、元カプコン専務取締役。元ゲームリパブリック代表取締役社長。
愛媛県南宇和郡愛南町（旧・一本松町）出身。創造社デザイン専門学校卒業。

## 来歴

### コナミ時代
1981年にコナミにイラストレーターとして入社したが、デザインではなく企画の部署に回される。出世作となるアーケードゲーム『タイムパイロット』は本人の談によれば、当時の上司が企画した作品（本人曰く自動車教習所をモチーフにしたドライブゲームとのこと）を開発するフリをしながら完全に独断で作り上げたものだという。後戻りできない段階でようやく事後報告として上司に披露。報連相無しのこの行動は当然大いに怒りを買ったが、そのまま発売したところ記録的な大人気となり、上司の態度を一変させた。他に『ジャイラス』などを開発。
1983年にコナミを退職するが、本人によれば「元々10月頃発売予定だったゲームを最後にコナミを退社する予定だった」ものの、8月に夏休みを取っている間に当時同僚だった有馬俊夫（後に『魔界村』などを開発）が社長に「岡本も連れて辞める」と見得を切ったため、その煽りを食って懲戒免職になりかけた。最終的に自主退職の形にはなったものの、会社に置いてあった私物（書籍約300冊など）は返還されなかったという。

### カプコン時代
その後同年に、有馬や藤原得郎らと共に創業間もないカプコンに入社。辻本憲三社長と直談判の結果、初任給約35万円からのスタートであった（直前のコナミ所属時の初任給は額面上13万円+皆勤手当5千円で翌年の昇給は5510円）。なお、一緒に辞めた有馬はともかく、藤原らについては結果としてコナミから引き抜く格好になったため、コナミからは出禁を言い渡された。
当時、東京都新宿区歌舞伎町の松宝ビルに入居していた東京開発室（現在のカプコン東京支社とは異なる）の責任者として、人材採用から開発までを一手に担う。この時期に採用した人材に、後に『ストリートファイター』などのキャラクターデザインで有名になるあきまんがいる。
その後、東京開発室の閉鎖とともにカプコン大阪本社に引き戻され、第三開発室の責任者となる。『ソンソン』や『エグゼドエグゼス』『ガンスモーク』『サイドアーム』『1943 ミッドウェイ海戦』『麻雀学園 卒業編』などのディレクションを担当するが、『ロストワールド』を最後に開発の現場からは退き、その後はプロデューサーや広報担当として『ストII』シリーズなどの多数のカプコンのヒットタイトルの輩出に貢献しその手腕を発揮した。
1996年、同社取締役開発本部長に就任。1997年には常務取締役に就任。ゲームシナリオの開発会社であるフラグシップを設立、代表取締役社長を兼任する。2001年にはカプコンの専務取締役に就任。

### ゲームリパブリック設立後
2003年にカプコンを退社し、ゲームリパブリックを設立。PlayStation 2用ソフト『GENJI』とXbox 360用ソフト『エブリパーティ』などを製作した。『GENJI』発売日には、記念イベントを新宿と秋葉原のゲームショップにおいて開催。秋葉原に集まったファンは15人程度であった。また、『エブリパーティ』はXbox 360のローンチタイトルとしては最低となる初週売り上げ641本であった。
その後PlayStation 3の同時発売ソフトとして、『GENJI』の続編である『GENJI -神威奏乱-』や、宮部みゆきの同名小説『ブレイブストーリー』をベースとしたPSP向けRPG『ブレイブストーリー新たなる旅人』を製作。
これらゲーム開発のほかに、「総合学園ヒューマンアカデミー ゲームカレッジ」の学園長も兼務していたが、2007年にその座を降りる。
2010年、ゲームリパブリックは経営難になり、2011年には17億円の負債を抱え実質的に活動停止、岡本はゲーム業界から一旦姿を消す。

### 携帯ゲーム製作への転向
その後しばらくは、本人曰く「50過ぎたおっさんが自宅もなく、友達の家を転々と泊まって暮らす」生活を送る。最終的にコンシューマーゲーム業界からのリタイアを宣言し、携帯ゲーム制作に転向。ゲームリパブリックの借金を返すには「一発当てるしか無い」と考え、いろいろ調べた末に「ボードゲーム」「仮想通貨」「モバイルゲーム」の3つにたどり着いたという。
2012年3月、娘である石井沙保里が設立した株式会社でらゲーにゲームプロデューサーとして入社。
2013年、ゲームリパブリック元社員が設立した株式会社394に出向しゲーム開発アドバイザーを務める。
2013年10月、ミクシィよりリリースされたスマホゲーム『モンスターストライク』の開発に参加。予算も乏しく、開発メンバーも7人と少人数体制だったが、リリースするや大ヒットを記録した。
2016年、株式会社でらゲーを退社。以後は外部プロデューサーとして関わる。株式会社オカキチを設立。代表取締役に就任。
2018年5月、突如マレーシア、ジョホールバルへの移住を発表。本人によれば「株式会社オカキチのメンバーで移住しようという話になり、役員に移住先を任せていたら、いつの間にかジョホールバルに決まっていた」という。
2018年11月、公益財団法人日本ゲーム文化振興財団を設立、代表理事に就任。
2019年4月、株式会社ケイブ取締役役員に就任。
2020年4月、株式会社オカキチの代表取締役社長を退任。OKAKICHI SDN. BHD.取締役就任。
YouTuberデビューし『世界の岡本吉起Ch』を滞在中のマレーシアより配信開始。2021年12月に『岡本吉起 ゲームch』と名称を変更し、自身のゲーム業界での経験談や自身の人脈を活かしてゲーム業界などからゲストを呼んでのコラボトークも行っている。同時に自身のビジネス経験をテーマにした『岡本吉起塾』、マレーシアの日常を中心とした『岡本吉起 サブch』、英語チャンネル『Yoshiki Okamoto』とジャンル別にチャンネルを分割した。
2023年、電ファミニコゲーマーのインタビューに対して「パチンコを模索してみたが市場が衰退している」「エロゲーは『萌え』がわからん」と語り、「いくつか模索をしながらブロックチェーンゲームにも張っている感じ」との現状を明らかにしている。

### 引退表明
2023年8月15日、自身のYouTubeチャンネルでゲーム業界からの引退を表明。引退時期は、66才の誕生日（2027年6月10日）を予定している。
同動画内でYouTubeチャンネルに関しては要望があれば続けるつもりであることも報告した。

## 人物
- 前述の通り、もともとはイラストレーター志望であり、アーケード版『エグゼドエグゼス』のポスターイラストも自身が描いたものである（ファミコン版のパッケージイラストとは別物）。
- 好きなものは、ボードゲームとTVアニメ、『新世紀エヴァンゲリオン』。「TVゲーム自体は好きではない」「（コンピューター関係の）ゲームの開発を楽しんでやったことは一度もない」と公言している。ただし別のインタビューでは「『ディグダグ』や『ゼビウス』が好きなナムコファンだったが、入れてくれなかった」とも発言している。
- カプコンを2003年まで退社せず、業界を去らなかった理由として「仕事が楽しかった」こと以上に「当時カプコンの社長であった辻本憲三相手に個人で借金をしていたため辞めるに辞められなかった」からと『ファミ通WaveDVD Vol.30』（アーミンのお部屋Vol.27）で発言をしている。
- 海老アレルギー。元々海老が好物で、出張時に海老ばかり食べていたことが原因であると『ゲーメスト』に連載していたコラムで語っている。柴田亜美と当時柴田が居住していた南青山の中華料理店で食わず嫌いをした際[14]に食べた結果蕁麻疹が出てしまい、柴田の漫画『ドキばぐ』の単行本でエビを蕁麻疹が出るまで食わせるわと恨みを書いたコメントを投稿していた[15]。
- 一度「これ」と決めたらとことんまで突き詰める性格で、モバイルゲーム業界に移ってからはアイテム課金（ガチャ）に多額を突っ込む。本人曰く「IGGの『ロードモバイル』で、2ヶ月で1.5億円突っ込んだことがある」という[9]。

## 主な開発作品
- ツタンカーム（敵キャラクターデザイン）
- タイムパイロット（ゲームデザイン、グラフィックデザイン）
- ジャイラス（ゲームデザイン、グラフィックデザイン）
- ソンソン（ゲームデザイン、グラフィックデザイン）
- 1942（ディレクター）
- エグゼドエグゼス（ゲームデザイン、グラフィックデザイン）
- サイドアーム（ゲームデザイン）
- ガンスモーク（ゲームデザイン、グラフィックデザイン）
- ポンピング・ワールド（ディレクター）
- 1943 ミッドウェイ海戦（プロデューサー、ゲームデザイン）
- 1943改（プロデューサー）
- ブラックドラゴン（プロデューサー）
- ロストワールド（ゲームデザイン）
- サムライソード（スーパーバイザー）
- ドカベン（ゲームデザイン）
- エリア88（ディレクター）
- SON SON II（プランナー）
- 天地を喰らう（プロデューサー、ゲームデザイン）
- ウィロー（アーケード版）（ディレクター）
- ファイナルファイト（プロデューサー）
- サイドアーム スペシャル（ディレクター）
- マジックソード（ゲームデザイン）
- チキチキボーイズ（ディレクター）
- 1941 Counter Attack（ディレクター）
- NEMO（ディレクター）
- ワンダー3（プロデューサー、ディレクター）
- クイズ三國志 知略の覇者（プロデューサー）
- クイズ殿様の野望（プロデューサー）
- 天地を喰らうII 諸葛孔明伝（ゲームデザイン）
- ザ・キングオブドラゴンズ（プロデューサー）
- ストリートファイターII（プロデューサー）
- VARTH（プロデューサー、ゲームデザイン）
- アルティメット エコロジー（プロデューサー）
- ストリートファイター ザ・ムービー（エグゼブティブプロデューサー）
- ストリートファイターZERO
- Slip Stream（プロデューサー、ディレクター）
- ヴァンパイア（プロデューサー）
- パワード ギア（ディレクター）
- ヴァンパイア ハンター（プロデューサー）
- スターグラディエイター（ゼネラルプロデューサー）
- ロックマン8 メタルヒーローズ（エグゼブティブプロデューサー）
- ヴァンパイア セイヴァー（エグゼブティブプロデューサー）
- ストリートファイターIII -NEW GENERATION-（ゼネラルプロデューサー）
- ストリートファイターIII 2nd IMPACT -GIANT ATTACK-（ゼネラルプロデューサー）
- ストリートファイターIII 3rd STRIKE -Fight for the Future-（ゼネラルプロデューサー）
- バトルサーキット（ゼネラルプロデューサー）
- ロックマン バトル&チェイス（エグゼブティブプロデューサー）
- カプコンスポーツクラブ（スーパーバイザー）
- バイオハザード（セガサターン版）（ゼネラルプロデューサー）
- ロックマンX4（エグゼブティブプロデューサー）
- ヴァンパイア セイヴァー2（ゼネラルプロデューサー）
- ヴァンパイア ハンター2（ゼネラルプロデューサー）
- ポケットファイター（エグゼブティブプロデューサー）
- ブレス オブ ファイアIII（エグゼブティブプロデューサー）
- ストリートファイターZERO3（ゼネラルプロデューサー）
- MARVEL VS. CAPCOM CLASH OF SUPER HEROES（エグゼブティブプロデューサー）
- スターグラディエイター2 ナイトメア・オブ・ビルシュタイン（エグゼブティブプロデューサー）
- ロックマン&フォルテ（エグゼブティブプロデューサー）
- 私立ジャスティス学園 LEGION OF HEROES（エグゼブティブプロデューサー）
- 私立ジャスティス学園 熱血青春日記2（ゼネラルプロデューサー）
- 燃えろ!ジャスティス学園（エグゼブティブプロデューサー）
- ジョジョの奇妙な冒険（エグゼブティブプロデューサー）
- マーヴル・スーパーヒーローズ VS. ストリートファイター（エグゼブティブプロデューサー）
- トリッキースライダース（エグゼブティブプロデューサー）
- ディノクライシス（スーパーバイザー）
- パワーストーン（エグゼブティブプロデューサー）
- ファイナルファイト リベンジ（ディレクター）
- ギガウイング（エグゼブティブプロデューサー）
- マジカルテトリスチャレンジ featuring ミッキー（エグゼブティブプロデューサー）
- トロンにコブン（エグゼブティブプロデューサー）
- ロックマンコンプリートワークス（エグゼブティブプロデューサー）
- バイオハザード2（スーパーバイザー）
- 超鋼戦紀キカイオー（エグゼブティブプロデューサー）
- ロックマン5 ブルースの罠!?（PlayStation）（エグゼブティブプロデューサー）
- ストライダー飛竜2（エグゼブティブプロデューサー）
- 頂上決戦 最強ファイターズ SNK VS. CAPCOM（スーパーバイザー）
- ロックマン6 史上最大の戦い!!（PlayStation） （エグゼブティブプロデューサー）
- カプコン バーサス エス・エヌ・ケイ ミレニアムファイト 2000（エグゼブティブプロデューサー）
- カプコン バーサス エス・エヌ・ケイ ミレニアムファイト 2000 PRO（エグゼブティブプロデューサー）
- MARVEL VS. CAPCOM 2 NEW AGE OF HEROES（エグゼブティブプロデューサー）
- SPAWN In The Demon's Hand（エグゼブティブプロデューサー）
- バイオハザード CODE:Veronica（スーパーバイザー）
- バイオハザード3 LAST ESCAPE（スーパーバイザー）
- ストリートファイターEX3（エグゼブティブプロデューサー）
- ブレス オブ ファイアIV うつろわざるもの（エグゼブティブプロデューサー）
- パワーストーン2（エグゼブティブプロデューサー）
- ロックマンX サイバーミッション（エグゼブティブプロデューサー）
- ガンスパイク（エグゼブティブプロデューサー）
- ガイアマスター 〜神々のボードゲーム〜（エグゼブティブプロデューサー）
- ロックマンX5（エグゼブティブプロデューサー）
- スーパーストリートファイターIIX for Matching Service（ゼネラルプロデューサー）
- ワンピースマンション（エグゼブティブプロデューサー）
- ゼルダの伝説 ふしぎの木の実（ゼネラルプロデューサー）
- 機動戦士ガンダム 連邦vs.ジオン（エグゼブティブプロデューサー）
- 機動戦士ガンダム 連邦vs.ジオンDX（エグゼブティブプロデューサー）
- バウンティハンターサラ ホーリーマウンテンの帝王（スーパーバイザー）
- ガイアマスター 決戦! 世紀王伝説（エグゼブティブプロデューサー）
- ヘビーメタル ジオマトリックス（エグゼブティブプロデューサー）
- スーパーストリートファイターIIX リバイバル（エグゼブティブプロデューサー）
- ロックマンX2 ソウルイレイザー（エグゼブティブプロデューサー）
- ロックマンX6（エグゼブティブプロデューサー）
- 超魔界村R（エグゼブティブプロデューサー）
- ジョジョの奇妙な冒険 黄金の旋風（エグゼブティブプロデューサー）
- アウトモデリスタ（エグゼブティブプロデューサー）
- ブレス オブ ファイアV ドラゴンクォーター（スーパーバイザー）
- クリティカル パレット 7th TARGET（エグゼブティブプロデューサー）
- ゼルダの伝説 神々のトライフォース&4つの剣（ゼネラルプロデューサー）
- カオス レギオン（エグゼブティブプロデューサー）
- デビルメイクライ2（エグゼブティブプロデューサー）
- GENJI（エグゼブティブディレクター）
- エブリパーティ（プロデューサー、ディレクター）
- GENJI -神威奏乱-（エグゼブティブディレクター）
- モンスターキングダム・ジュエルサモナー（プロデューサー）
- ブレイブ・ストーリー 新たなる旅人（エグゼブティブディレクター）
- FolksSoul -失われた伝承-（エグゼブティブディレクター）
- ドラゴンボールDS（製作総指揮）
- ドラゴンボールDS2 突撃!レッドリボン軍（製作総指揮）
- ドラゴンボール改 アルティメット武闘伝（製作総指揮）
- クラッシュ・オブ・ザ・タイタンズ：タイタンの戦い（エグゼブティブディレクター）
- 魔人と失われた王国（エグゼブティブディレクター）
- ナイツコントラクト（エグゼブティブディレクター）
- 神魔戦記ブレード＆カオス
- モンスターストライク
- ブラックナイトストライカーズ
- マチガイブレイカー（総合プロデュース）
- キングダム 乱 -天下統一への道-（プロデュース）
- 社長、バトルの時間です!（エグゼクティブプロデューサー）
- メテオアリーナ（総合プロデューサー）

## 主な広報担当作品
- ファイナルファイトシリーズ
- ストリートファイターシリーズ
- GENJI
- GENJI -神威奏乱-
- ブレイブストーリー 新たなる旅人

## その他
- カタン（カプコン発売、プロデュース）
- 岡本吉起の王様ゲームカード（ハナヤマ発売、プロデュース）
- トリリオンゲーム（取材協力）
- ドラゴン探偵団 三丁目の奇跡（企画・プロデュース）